# Cathédrale Saint-Patrick de Melbourne
Cette  cathédrale n’est pas la seule cathédrale Saint-Patrick.
La cathédrale Saint-Patrick est l'église siège de l'archidiocèse catholique de Melbourne en Australie. Le bâtiment est connue internationalement comme un exemple majeur de l'architecture néo-gothique.
En 1974, le pape Paul VI lui a conféré le titre et la dignité de basilique mineure. En 1986 le pape Jean-Paul II a visité la cathédrale au cours de sa visite en Australie.
La cathédrale est construite sur un axe est-ouest traditionnel, avec l'autel à l'extrémité orientale, symbolisant la croyance en la résurrection du Christ. Le plan est dans le style d'une croix latine, composé d'une nef avec bas-côtés, d'un transept et d'un sanctuaire à sept chapelles et sacristies. L'église (avec une longueur de 103,6 mètres) est la plus grande église d'Australie, suivie par la cathédrale Saint-Paul et la cathédrale du Sacré-Cœur à Bendigo.

## Sources
- (en) Cet article est partiellement ou en totalité issu de l’article de Wikipédia en anglais intitulé « St Patrick's Cathedral, Melbourne » (voir la liste des auteurs).